# Proioxis
Nella mitologia greca, Proioxis (In greco: Προΐωξις) era la personificazione dell'impeto in battaglia (al contrario di Palioxis). Viene citata insieme ad altre personificazioni che hanno a che fare con la guerra.